# 賴普三稜箱魨
賴普三稜箱魨（学名：Tetrosomus reipublicae），又名賴普真三棱箱魨、三角河魨、海牛港，为箱魨科真三棱箱魨屬下的一种温帶海水魚，分布於印度西太平洋區，從東非至澳洲北部海域，棲息深度可達180公尺，體長可達30公分，棲息於沿海底層水域，具有毒性。